# SM UB-65
SM UB-65 – niemiecki okręt podwodny z okresu I wojny światowej, jedna z 96 zbudowanych jednostek typu UB III.
Okręt miał wyporność 508 ton w położeniu nawodnym i 639 ton pod wodą, a jego główną bronią było 10 torped o kalibrze 500 mm wystrzeliwanych z pięciu wyrzutni. Napędzana silnikami wysokoprężnymi i elektrycznymi jednostka rozwijała prędkość 13,3 węzła na powierzchni i 8 węzłów w zanurzeniu, osiągając zasięg nawodny wynoszący 8420 Mm przy prędkości 6 węzłów (i 55 Mm przy prędkości 4 węzłów pod wodą).
UB-65 został zwodowany 26 czerwca 1917 roku w stoczni Vulcan w Hamburgu, a do służby w Kaiserliche Marine wcielono go 18 sierpnia 1917 roku. W czasie służby operacyjnej w 5. Flotylli U-Bootów i 2. Flotylli U-Bootów Hochseeflotte odbył sześć patroli bojowych, podczas których zatopił sześć statków o łącznej pojemności 6197 BRT oraz jeden okręt o wyporności 1290 ton, a ponadto uszkodził sześć statków o łącznej pojemności 11 443 BRT. SM UB-65 zatonął wraz z całą załogą w wyniku wypadku nieopodal Padstow prawdopodobnie 14 lipca 1918 roku.

## Projekt i budowa
Wydane w kwietniu 1915 roku przez Inspektorat U-Bootów memorandum wzywało kierownictwo Cesarskiej Marynarki Wojennej do zaprojektowania i budowy uproszczonego typu okrętu podwodnego, który miał zostać wykorzystany w działaniach blokadowych Wielkiej Brytanii. Budowa dużych, oceanicznych okrętów podwodnych zabierała zbyt wiele czasu, podobnie jak produkcja używanych do ich napędu silników wysokoprężnych o dużej mocy. Konsekwencją był duży niedobór jednostek tej klasy w niemieckiej flocie. Wznowienie na początku 1916 roku nieograniczonej wojny podwodnej sprawiło, że konieczne stało się opracowanie średniej wielkości okrętu podwodnego uzbrojonego w torpedy, który można było szybko zbudować. Przybrzeżne okręty typu UB II były zbyt słabo uzbrojone i miały niewystarczający zasięg, przez co ich użycie ograniczone było przeważnie do wód Morza Północnego i kanału La Manche, natomiast nowo projektowane torpedowe okręty podwodne musiały być zdolne do operowania wokół Wysp Brytyjskich i na Morzu Śródziemnym. Zrezygnowano z wcześniejszego schematu prostych jednostek jednokadłubowych z zewnętrznymi zbiornikami balastowymi na rzecz konstrukcji dwukadłubowej.
Projekt nowego okrętu podwodnego średniej wielkości oparto na konstrukcji udanych podwodnych stawiaczy min typu UC II. Dziobowej części okrętu nadano nowy profil, a szyby minowe zastąpiono przedziałem torpedowym z czterema wewnętrznymi wyrzutniami torped; powiększono również wyposażony w dwa peryskopy kiosk. Znacznie zwiększono moc silników spalinowych i elektrycznych, jak i pojemność zbiorników paliwa, jednak odbyło się to kosztem zmniejszenia o 40% wielkości baterii akumulatorów i o blisko 30% ich pojemności w stosunku do SM U-16, przez co spadła prędkość podwodna i zasięg. Okręty charakteryzowały się doskonałą manewrowością i krótkim czasem zanurzania, wynoszącym 30 sekund. Budowa okrętów o nadanym przez Inspektorat U-Bootów numerze projektu 44, zwanych później typem UB III, miała rozpocząć się po zrealizowaniu przez stocznie kontraktów na budowę jednostek typu UB II i UC II, czyli najwcześniej wiosną 1917 roku.
SM UB-65 zamówiony został 20 maja 1916 roku jako jednostka z liczącej 24 jednostki I serii okrętów typu UB III . Powstał w stoczni Vulcan w Hamburgu jako jeden z 26 okrętów typu UB III zbudowanych w tej wytwórni . UB-65 otrzymał numer stoczniowy 90 (Werk 90)  . Stępkę okrętu położono w 1916 roku , a zwodowany został 26 czerwca 1917 roku. Koszt budowy okrętu wyniósł 3 mln 279 tys. marek.

## Dane taktyczno-techniczne

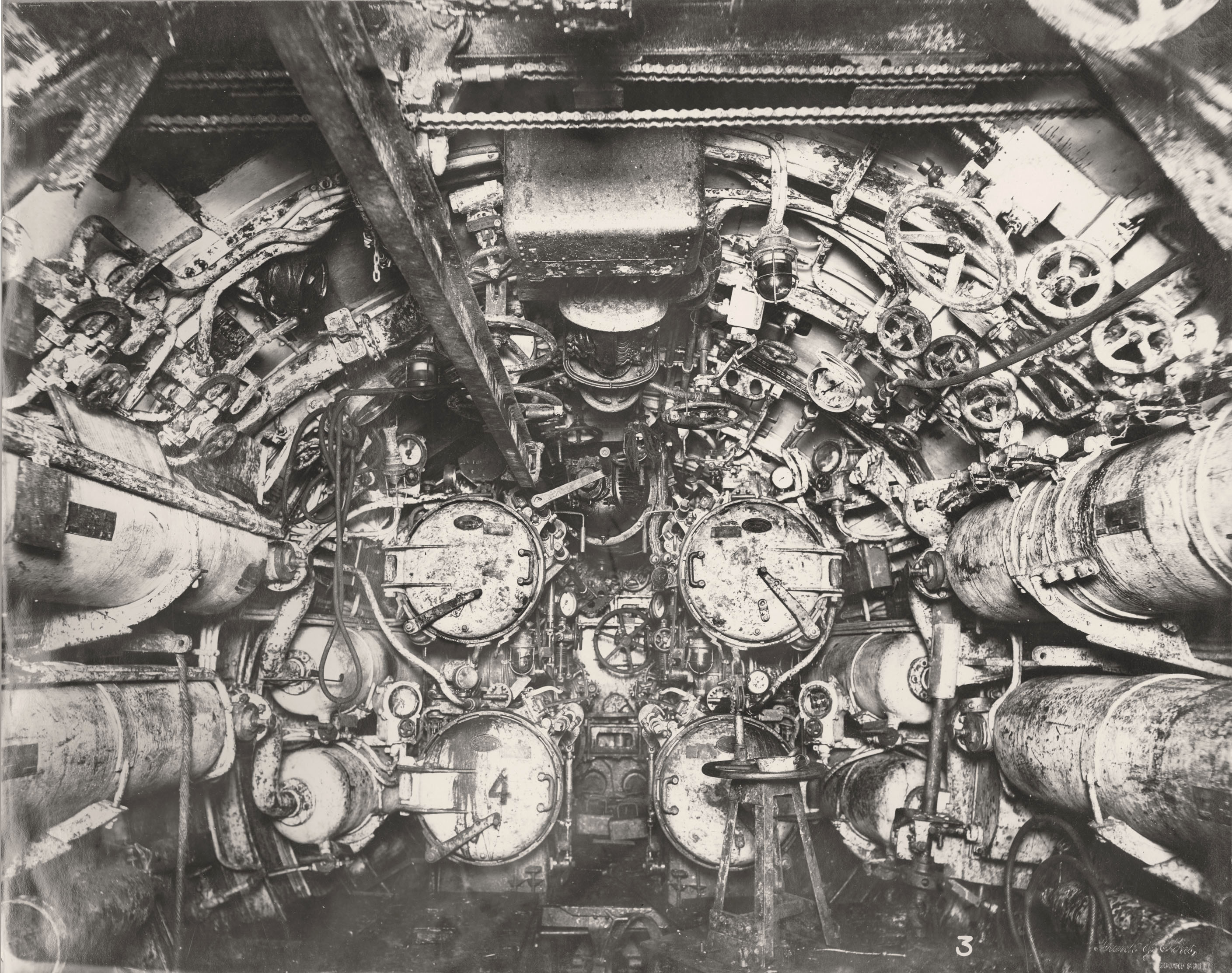
Wnętrze przedziału torpedowego siostrzanego okrętu SM UB-110

SM UB-65 był średniej wielkości okrętem podwodnym o konstrukcji dwukadłubowej. Długość całkowita wynosiła 55,52 metra, szerokość 5,76 metra i zanurzenie 3,7 metra. Kadłub sztywny miał 40,1 metra długości i 3,9 metra szerokości . Podzielony był grodziami na następujące przedziały (od dziobu): przedział torpedowy, pomieszczenia załogi, centrala, pomieszczenia załogi, przedział silników spalinowych, przedział silników elektrycznych oraz rufowy przedział torpedowy. Wysokość (od stępki do szczytu kiosku) wynosiła 8,25 metra . Dziób jednostki przystosowany był do przecinania sieci przeciwpodwodnych. Wyporność w położeniu nawodnym wynosiła 508 ton, a w zanurzeniu 639 ton.
Okręt napędzany był na powierzchni przez dwa 6-cylindrowe, czterosuwowe silniki wysokoprężne MAN S6V35/35 o łącznej mocy 809 kW (1100 KM) przy 450 obr./min, zaś pod wodą poruszał się dzięki dwóm silnikom elektrycznym SSW o łącznej mocy 580 kW (788 KM) przy 362 obr./min. Dwa wały napędowe obracały dwie śruby o średnicy 1,4 metra każda. Jednostka wyposażona była w dwa stery kierunku i dwa podwójne stery głębokości. Okręt osiągał prędkość 13,3 węzła na powierzchni i 8 węzłów w zanurzeniu. Zasięg wynosił 8420 Mm przy prędkości 6 węzłów w położeniu nawodnym oraz 55 Mm przy prędkości 4 węzłów pod wodą. Zbiorniki mieściły 68 ton paliwa , a energia elektryczna magazynowana była w dwóch bateriach akumulatorów po 62 ogniwa, zlokalizowanych pod przednim i tylnym pomieszczeniem mieszkalnym załogi. Dopuszczalna głębokość zanurzenia wynosiła 75 metrów , zaś czas wykonania manewru zanurzenia 30 sekund.
Głównym uzbrojeniem okrętu było pięć wewnętrznych wyrzutni torped kalibru 500 mm: cztery dziobowe i jedna na rufie, z łącznym zapasem 10 torped. Broń artyleryjską stanowiło umieszczone przed kioskiem działo pokładowe kalibru 8,8 cm TK C/08 L/30, z zapasem amunicji wynoszącym od 160 do 296 naboi . Okręt wyposażony był w dwa peryskopy: wachtowy i bojowy. Wyposażenie ratownicze stanowiła umieszczona na pokładzie łódź ratunkowa.
Załoga okrętu składała się z trzech oficerów oraz 31 podoficerów i marynarzy.

## Służba

### 1917 rok
SM UB-65 został wcielony do służby w Kaiserliche Marine 18 sierpnia 1917 roku . Dowódcą jednostki został mianowany kpt. mar. (niem. Kapitänleutnant) Martin Schelle, dowodzący wcześniej UC-33 . Po okresie szkolenia U-Boot 30 września wszedł w skład 5. Flotylli U-Bootów Hochseeflotte .
31 października na Morzu Północnym okręt uszkodził zbudowany w 1897 roku duński parowiec „Margrete” o pojemności 1277 BRT, płynący z Kopenhagi do Lerwick . Do ataku doszło na pozycji 60°08′N 1°42′E/60,133333 1,700000, a na pokładzie odholowanego do Lerwick statku zginęło czterech członków załogi .
12 grudnia w odległości 14 Mm na południowy zachód od wyspy Tuskar Rock UB-65 zatrzymał i po ewakuacji załogi zatopił zbudowany w 1877 roku szwedzki bark z żelaznym kadłubem „Bellville” o pojemności 992 BRT, transportujący smołę z Fleetwood do Kadyksu (na pozycji 51°42′N 6°19′W/51,700000 -6,316667) . Tego dnia w odległości 30 Mm na zachód od latarni morskiej Smalls (na pozycji 51°37′N 5°59′W/51,616667 -5,983333) U-Boot zatrzymał i zatopił za pomocą ładunków wybuchowych zbudowany w 1908 roku uzbrojony brytyjski parowiec „Charleston” o pojemności 1866 BRT, płynący z ładunkiem węgla z Cardiff do Berehaven (nikt nie zginął, jednak dwóch artylerzystów zostało wziętych do niewoli)  . 14 grudnia w odległości 15 Mm od Arklow okręt podwodny zatopił zbudowany w 1901 roku norweski parowiec „Nor” o pojemności 1418 BRT, płynący pod balastem z Caen do Glasgow (na pozycji 52°45′N 5°43′W/52,750000 -5,716667, w wyniku ataku zginęły dwie osoby) . Dwa dni później w Kanale Świętego Jerzego UB-65 zatopił nowy brytyjski slup HMS „Arbutus” o wyporności 1290 ton (na pozycji 51°37′N 5°24′W/51,616667 -5,400000, na pokładzie okrętu śmierć poniosło dziewięciu członków załogi) .

### 1918 rok
2 marca 1918 roku w odległości 20 Mm na południowy wschód od wyspy Tuskar Rock UB-65 zatopił zbudowany w 1905 roku norweski parowiec „Havna” o pojemności 1150 BRT, płynący z ładunkiem rudy żelaza z Sewilli do Maryport (w wyniku ataku zginęło 11 załogantów) . 18 kwietnia U-Boot został włączony do 2. Flotylli U-Bootów Hochseeflotte . 
4 maja na Morzu Irlandzkim (na pozycji 53°18′N 4°53′W/53,300000 -4,883333) okręt podwodny uszkodził ogniem artyleryjskim zbudowany w 1913 roku brytyjski parowiec „Pensilva” o pojemności 4316 BRT (obyło się bez strat w ludziach) . Nazajutrz załoga U-Boota uszkodziła z działa pokładowego dwie kolejne brytyjskie jednostki: zbudowany w 1876 roku drewniany szkuner „Pandora” o pojemności 85 BRT, przewożący ładunek drewna z Dublina do Garston (w odległości 10 Mm od latarni morskiej South Stack, nikt nie zginął) oraz pochodzący z 1891 roku parowiec „M.J. Hedley” (449 BRT), transportujący fosforany siarki z Runcorn do Cork (na pozycji 53°39′N 4°52′W/53,650000 -4,866667, śmierć poniosła jedna osoba)  . 8 maja w odległości 15 Mm na południowy wschód od latarniowca „Lucifer” ten sam los spotkał zbudowany w 1911 roku brytyjski parowiec „Elizabetta” o pojemności 335 BRT, płynący z ładunkiem rudy z Dublina do Cardiff (nikt nie zginął, lecz pięciu członków załogi trafiło do niewoli) . Tego dnia w odległości 20 Mm na południowy wschód od latarniowca „Coningbeg” załoga UB-65 zatrzymała i po ewakuacji załogi zatopiła zbudowaną w 1896 roku duńską drewnianą barkę „Thoralf” (586 BRT), przewożący kampesz z Black River do Fleetwood (na pozycji 51°56′N 5°55′W/51,933333 -5,916667) . 13 maja w odległości 35 Mm na północny zachód od zatoki Lough Swilly (na pozycji 55°49′N 7°25′W/55,816667 -7,416667) okręt storpedował zbudowany w 1907 roku brytyjski parowiec „Esperanza De Larrinaga” o pojemności 4981 BRT, płynący z ładunkiem drobnicy w konwoju HH-52 z Galveston przez Newport News do Manchesteru. Uszkodzony statek ze stratą jednego załoganta został wzięty na hol przez holownik „Sonia” i ostatecznie sztrandowany w zatoce Lough Swilly .
14 lipca w odległości 25 Mm na południowy zachód od wyspy Lundy U-Boot zatopił portugalski żaglowiec „Maria Jose” o pojemności 185 BRT . Tego dnia lub później nieopodal Padstow (na pozycji 50°40′N 5°02′W/50,666667 -5,033333) SM UB-65 zatonął w wyniku wypadku wraz z całą, liczącą w tym rejsie 37 osób załogą . Starsze opracowania podają, że UB-65 zatonął w wyniku przedwczesnej eksplozji jednej z własnych torped 10 lipca 1918 roku na południe od wybrzeża Irlandii; inna wersja mówi o zatopieniu U-Boota przez amerykański okręt podwodny USS L-2.

## Podsumowanie działalności bojowej
W latach 1917–1918 SM UB-65 odbył łącznie sześć patroli bojowych, podczas których zatopił sześć statków o łącznej pojemności 6197 BRT i slup o wyporności 1290 ton, a sześć statków o łącznej pojemności 11 443 BRT uszkodził  . Na pokładach zatopionych jednostek zginęło co najmniej 28 osób, w tym 11 na norweskim parowcu „Havna”  . Pełne zestawienie bojowych osiągnięć okrętu przedstawia poniższa tabela :
| Data                 | Nazwa                    | Państwo         | Tonaż       | Los jednostki |
| -------------------- | ------------------------ | --------------- | ----------- | ------------- |
| 31 października 1917 | „Margrete”               | Dania           | 1277        | uszkodzony    |
| 12 grudnia 1917      | „Bellville”              | Szwecja         | 992         | zatopiony     |
| 12 grudnia 1917      | „Charleston”             | Wielka Brytania | 1866        | zatopiony     |
| 14 grudnia 1917      | „Nor”                    | Norwegia        | 1418        | zatopiony     |
| 16 grudnia 1917      | HMS „Arbutus”            | Royal Navy      | 1290        | zatopiony     |
| 2 marca 1918         | „Havna”                  | Norwegia        | 1150        | zatopiony     |
| 4 maja 1918          | „Pensilva”               | Wielka Brytania | 4316        | uszkodzony    |
| 5 maja 1918          | „Pandora”                | Wielka Brytania | 85          | uszkodzony    |
| 5 maja 1918          | „M.J. Hedley”            | Wielka Brytania | 449         | uszkodzony    |
| 8 maja 1918          | „Elizabetta”             | Wielka Brytania | 335         | uszkodzony    |
| 8 maja 1918          | „Thoralf”                | Dania           | 586         | zatopiony     |
| 13 maja 1918         | „Esperanza De Larrinaga” | Wielka Brytania | 4981        | uszkodzony    |
| 14 lipca 1918        | „Maria Jose”             | Portugalia      | 185         | zatopiony     |
| RAZEM                | RAZEM                    | zatopione:      | zatopione:  | 7             |
| RAZEM                | RAZEM                    | uszkodzone:     | uszkodzone: | 6             |